# 15703 Yrjölä
(15703) Yrjola, denumire internațională (15703) Yrjölä, este un asteroid din centura principală de asteroizi.

## Descriere
15703 Yrjölä este un asteroid din centura principală de asteroizi. A fost descoperit pe 21 septembrie 1987 la Stația Anderson Mesa de Edward L. G. Bowell. Asteroidul prezintă o orbită caracterizată de o semiaxă mare de 2,21 ua, o excentricitate de 0,13 și o înclinație de 6,0° în raport cu ecliptica.